# Hamawand
Hamawan o Hamadwan (àrab Ahmadwand) és una petita tribu kurda d'unes 20.000 persones establerta a l'oest de Sulaymaniya a Iraq. Està dividida en quatre branques: Ramawand, Safarwand, Rashawand i Bagzada.
Van emigrar des de Kermansah vers el 1771 i va donar suport als prínceps baban de Sulaymaniya fins que van perdre l'autonomia el 1847. Llavors es van dedicar al bandidatge contra perses i otomans entre Mossul, Kermansah i Bagdad. El 1889 els perses els van derrotar i es van replegar a Bayzan, a l'oest de Sulaymaniya, d'eon els otomans els van deportar a Adana i Trípoli de Líbia; els deportats a aquesta darrera van poder tornar a Bayzan set anys després i es van poder reunir amb els membres de la tribu que havien restat al lloc; després van retornar alguns del grup d'Adana; encara es van produir alguns atacs a caravanes fins al 1908.